# Organum Classics
Organum Classics ist ein deutsches Klassik-Label mit Schwerpunkt Orgelmusik.

## Beschreibung
Das Label wurde 1985 von Tonmeister und Organist Klaus Faika in Öhringen gegründet und wird bis heute als „Ein-Mann-Betrieb“ geführt, der gegebenenfalls projektweise auf einen Pool freier Mitarbeiter zurückgreift. Schwerpunkt der Arbeit sind Orgelproduktionen, aber auch Klavier- und Kammermusik, Jazz und Neue Musik sind vertreten. Die Aufnahmen werden in enger Zusammenarbeit mit den Interpretinnen und Interpreten durchgeführt. Neben der Aufnahmetechnik in hochauflösenden Formaten wird besonderes Augenmerk auch auf die grafische Gestaltung und einen umfassenden Informationsgehalt der Begleitmaterialien gelegt.

## Interpretinnen und Interpreten (Auswahl)
- Christian Bischof
- Christoph Bossert
- Christian Brembeck
- Bernhard Buttmann
- Helmut Deutsch
- Hanno Dönneweg
- Roland Dopfer
- Hans-Ola Ericsson
- Franziska Finckh
- Gerhard Gnann
- Alfred Gross
- Gregory Hand
- Erwin Horn
- Heike Ittmann
- Christoph Keggenhoff
- Jörg Kraemer
- Kai Krakenberg
- Sebastian Küchler-Blessing
- Johannes und Eduard Kutrowatz
- Tobias Lindner
- Thierry Mechler
- Angela Metzger
- Rolf Müller
- Mami Nagata
- Kensuke Ohira
- Peñalosa-Ensemble
- Ildikó Raimondi
- Christian-Markus Raiser
- Martin Rasch
- Hans-Eberhard Roß
- Ekkehard Schneck
- Wolfgang Seifen
- Siegmund Schmidt
- Martha Schuster
- Christian Skobowsky
- Josef Still
- Martin Sturm
- Ulrich Walther
- Wolfgang Weis
- Heinz Wunderlich